# Cosmophorus taiwanensis
Cosmophorus taiwanensis är en stekelart som beskrevs av Van Achterberg 2000. Cosmophorus taiwanensis ingår i släktet Cosmophorus och familjen bracksteklar. Inga underarter finns listade i Catalogue of Life.